# 千葉県道230号長者町停車場線

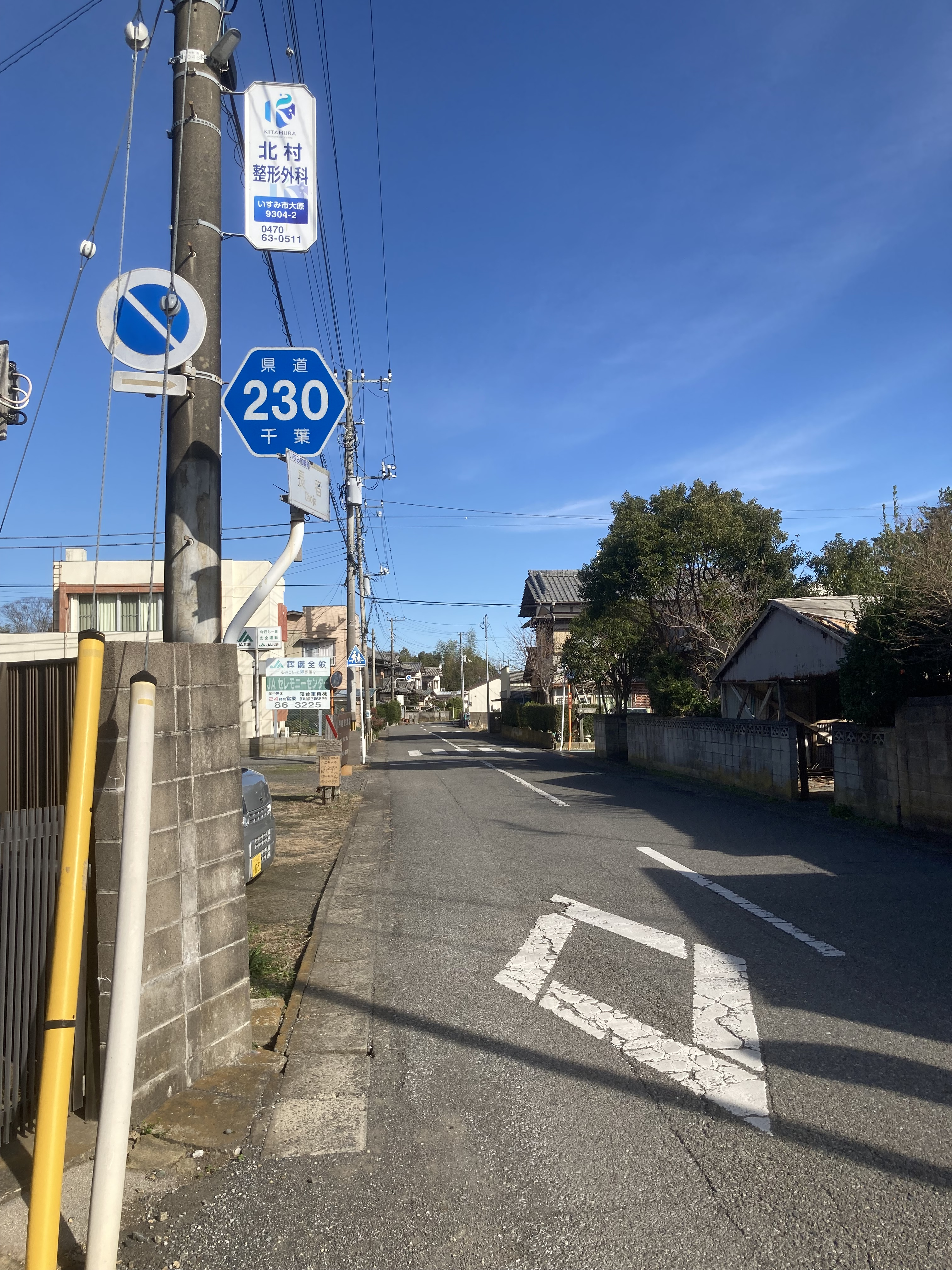
千葉県いすみ市長者町駅付近（2023年12月撮影）

千葉県道230号長者町停車場線（ちばけんどう230ごう ちょうじゃまちていしゃじょうせん）は、千葉県いすみ市を走る一般県道。

## 概要
- 起点：いすみ市岬町長者（外房線長者町駅）
- 終点：いすみ市岬町長者（千葉県道152号一宮椎木長者線交点）
- 総延長：0.268 km（夷隅土木事務所管内：0.268 km[1]）
- 重用延長：0.0 km（夷隅土木事務所管内：0.0 km）
- 実延長：0.268 km（夷隅土木事務所管内：0.268 km[1]）

## 通過する自治体
- いすみ市

## 交差・接続する道路
- 千葉県道152号一宮椎木長者線 - いすみ市岬町長者（終点）